# Gare de Tronchiennes
La gare de Tronchiennes (en néerlandais : station Drongen) est une gare ferroviaire belge de la ligne 50A, de Bruxelles-Midi à Ostende, située à Tronchiennes, village de la ville de Gand, dans la province de Flandre-Orientale en Région flamande.
Elle est mise en service en 1841 par l'administration des chemins de fer de l'État belge, le bâtiment de la gare, désormais démoli, qui date des années 1920 remplace un premier édifice détruit en 1918. C'est un arrêt sans personnel de la Société nationale des chemins de fer belges (SNCB) desservi par des trains Omnibus (L) et d'Heure de pointe (P).

## Situation ferroviaire
Établie à 7 mètres d'altitude, la gare de Tronchiennes est située au point kilométrique (PK) 56,106 de la ligne 50A, de Bruxelles-Midi à Ostende, entre les gares ouvertes de Gand-Saint-Pierre et de Landegem.

## Histoire
Les Chemins de fer de l'État belge créent un arrêt à Tronchiennes le 25 janvier 1839 en raison de la reconstruction du pont tournant sur la Lys (appelé snepbrug) qui impose de créer un terminus temporaire à Tronchiennes, d'où des omnibus hippomobiles sont affrétés par l'État belge. Il continue à servir sporadiquement et disparaît quelques années après. Le 10 juillet 1859, l'État belge crée une halte à Tronchiennes, administrée depuis Gand. Elle devient une gare le 1er décembre 1861 et un bâtiment de gare est construit peu après.
La construction du bâtiment des recettes est adjugée le 7 août 1861, dans la salle d'attente de la gare de Bruxelles-Nord dans un lot comprenant aussi la gare d'Oudegem. Le 9 février 1863 a lieu l'adjudication de la fourniture et de la pose des portes et fenêtres du nouveau bâtiment des recettes de la gare de Tronchiennes tandis que le auvent est adjugé le 22 décembre 1864.
Fort similaire aux bâtiments des gares de Havinnes, Erembodegem et possiblement Oudegem, pour lequel aucune photographie n'existe, c'était une gare en briques de style vaguement néoclassique comportant un corps central rectangulaire de cinq travées sous toiture à croupes. Les percements du rez-de-chaussée étaient surmontés d'arcs bombés et ceux de l'étage avaient des arcs bombés. Deux ailes basses à toit plat (peut-être ajoutées ultérieurement) flanquaient ce bâtiment. Sur l'autre quai se trouvait un abri à voyageurs en briques de style néoclassique avec une corniche en mitre. La gare possédait une marquise à toit en verre incliné reposant sur des colonnes métalliques.
Le bâtiment d'origine, détruit en 1918, est remplacé, au début des années 1920, par une nouvelle gare typique des gares de la reconstruction (toiture à demi-croupes et petites fenêtres groupées). Elle était en tous points identique à la gare voisine de Hansbeke.
C'était un bâtiment à la façade de briques brunes avec des bandeaux ornementaux de brique jaune. Le logement de fonction était disposé à gauche légèrement et comptait deux petites baies décalées éclairant la gage d'escalier côté rue. Une aile basse se terminant par une lucarne à pans-coupés servait de salle d'attente pour les voyageurs et comportait deux groupes de trois travées et un groupe de deux sous la lucarne. Une halle à marchandises, également démolie, se trouvait le long du quai.
Le passage à niveau situé près de la gare est remplacé par un tunnel entre les années 1960 et 1980.
Pour permettre le passage de deux voies à quatre de la ligne 50A l'ancien bâtiment, fermé depuis les années 1980 mais encore en bon état et classé, est détruit en 2011.
Depuis la fin des travaux, la gare possède maintenant quatre voies desservies par deux quais en îlot de 350 mètres de long.

## Service des voyageurs

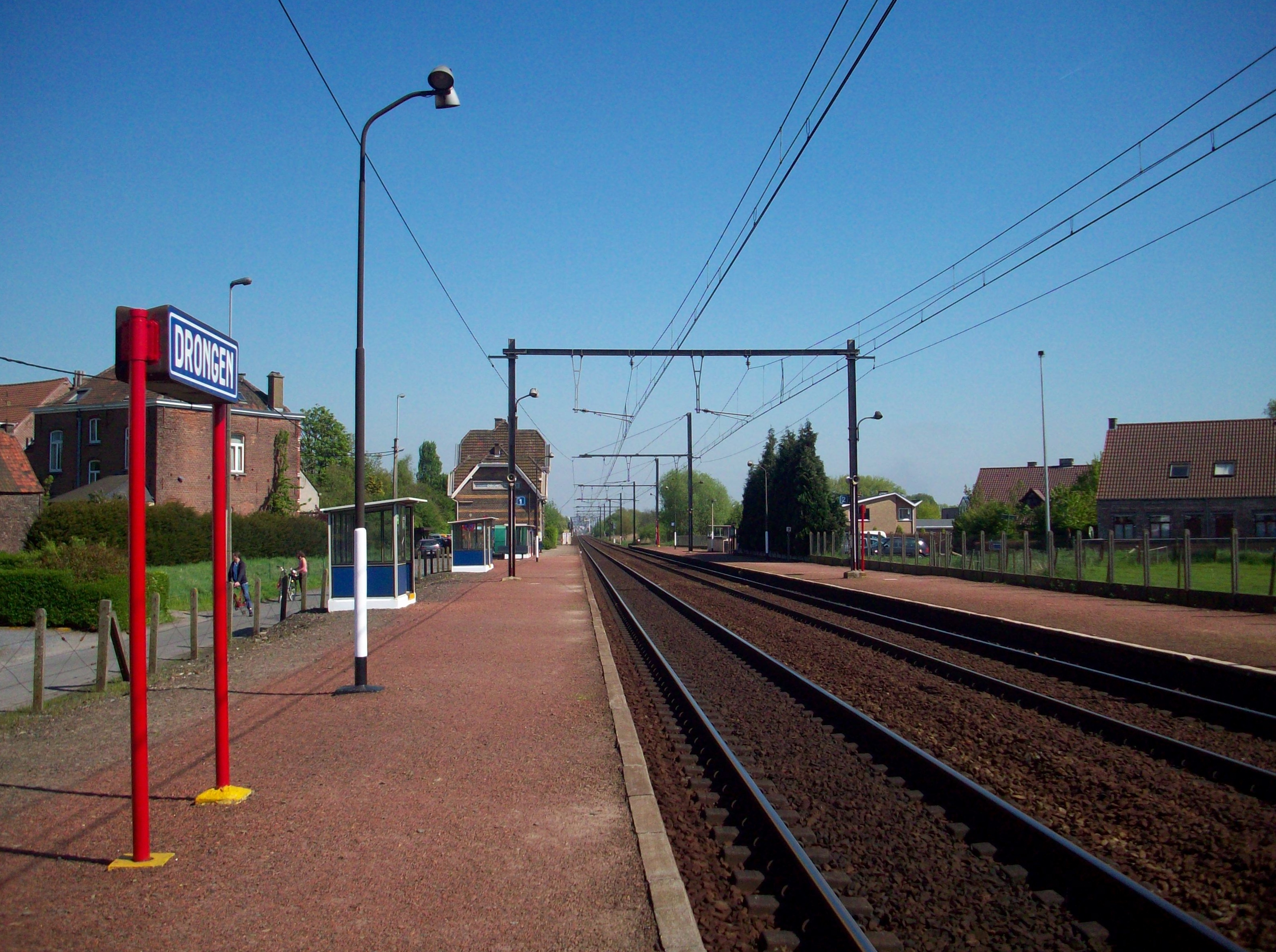
La halte en 2009, avant la démolition de l'ancien bâtiment voyageurs et l'ajout de deux nouvelles voies à la ligne.

### Accueil
Halte SNCB, c'est un point d'arrêt non géré à accès libre.
Un souterrain permet la traversée des voies et le passage d'un quai à l'autre.

### Desserte
Tronchiennes est desservie par des trains Omnibus (L) et d'Heure de pointe (P) de la SNCB, qui effectuent des missions sur la ligne commerciale 50A (Bruxelles - Ostende / Blankenberge / Knokke / Zeebrugge) (voir brochure SNCB).

#### Semaine
Tronchiennes est desservie chaque heure par un train L entre Malines et Zeebrugge-Dorp (Zeebrugge-Strand en été) via Bruges, Gand-Saint-Pierre et Termonde. Ils sont renforcés par deux trains P entre Bruges et Gand-Saint-Pierre le matin, un autre vers midi et un l'après-midi ainsi qu'un train P entre Gand-Saint-Pierre et Bruges le matin, un autre vers midi et trois en fin d'après-midi. Deux trains P rapides entre Ostende et Scharbeek (Bruxelles) le matin, dans l'autre sens le soir, s'arrêtent aussi à Tronchiennes.

#### Week-ends et fériés
La gare est desservie par des trains L toutes les heures, comme en semaine, mais ils sont limités au trajet Zeebrugge-Strand - Bruges - Gand-Saint-Pierre.

### Intermodalité
De chaque côté des voies, un parc pour les vélos et un parking pour les véhicules y sont aménagés.

## Comptage voyageurs
Ce graphique et tableau montre le nombre de voyageurs embarquant en moyenne durant la semaine, le samedi et le dimanche.
| Nombre de passagers qui embarquent à la gare de Tronchiennes | Nombre de passagers qui embarquent à la gare de Tronchiennes | Nombre de passagers qui embarquent à la gare de Tronchiennes | Nombre de passagers qui embarquent à la gare de Tronchiennes |
|                                                              | Semaine                                                      | Samedi                                                       | Dimanche                                                     |
| ------------------------------------------------------------ | ------------------------------------------------------------ | ------------------------------------------------------------ | ------------------------------------------------------------ |
| 1977                                                         | 360                                                          | 82                                                           | 61                                                           |
| 1978                                                         | 385                                                          | 64                                                           | 41                                                           |
| 1979                                                         | 322                                                          | 41                                                           | 58                                                           |
| 1980                                                         | 322                                                          | 69                                                           | 32                                                           |
| 1981                                                         | 319                                                          | 41                                                           | 38                                                           |
| 1982                                                         | 315                                                          | 34                                                           | 50                                                           |
| 1983                                                         | 365                                                          | 45                                                           | 28                                                           |
| 1984                                                         | 348                                                          | 44                                                           | 50                                                           |
| 1985                                                         | 408                                                          | 46                                                           | 47                                                           |
| 1986                                                         | 347                                                          | 45                                                           | 34                                                           |
| 1987                                                         | 392                                                          | 57                                                           | 67                                                           |
| 1988                                                         | 345                                                          | 40                                                           | 40                                                           |
| 1989                                                         | 345                                                          | 29                                                           | 36                                                           |
| 1990                                                         | 371                                                          | 40                                                           | 39                                                           |
| 1991                                                         | 385                                                          | 46                                                           | 16                                                           |
| 1992                                                         | 419                                                          | 42                                                           | 26                                                           |
| 1993                                                         | 382                                                          | 43                                                           | 44                                                           |
| 1994                                                         | 334                                                          | 56                                                           | 32                                                           |
| 1995                                                         | 393                                                          | 48                                                           | 52                                                           |
| 1996                                                         | 425                                                          | 119                                                          | 38                                                           |
| 1997                                                         | 421                                                          | 58                                                           | 41                                                           |
| 1998                                                         | 334                                                          | 90                                                           | 54                                                           |
| 1999                                                         | 382                                                          | 54                                                           | 35                                                           |
| 2000                                                         | 362                                                          | 77                                                           | 56                                                           |
| 2001                                                         | 385                                                          | 59                                                           | 58                                                           |
| 2002                                                         | 383                                                          | 38                                                           | 57                                                           |
| 2003                                                         | 408                                                          | 74                                                           | 62                                                           |
| 2004                                                         | 417                                                          | 54                                                           | 58                                                           |
| 2005                                                         | 413                                                          | 50                                                           | 80                                                           |
| 2006                                                         | 417                                                          | 56                                                           | 72                                                           |
| 2007                                                         | 429                                                          | 55                                                           | 72                                                           |
| 2008                                                         | -                                                            | -                                                            | -                                                            |
| 2009                                                         | 423                                                          | 70                                                           | 43                                                           |
| 2010                                                         | -                                                            | -                                                            | -                                                            |
| 2011                                                         | -                                                            | -                                                            | -                                                            |
| 2012                                                         | 467                                                          | 74                                                           | 51                                                           |
| 2013                                                         | 456                                                          | 57                                                           | 55                                                           |
| 2014                                                         | 403                                                          | 49                                                           | 66                                                           |
| 2015                                                         | 413                                                          | 62                                                           | 68                                                           |
| 2016                                                         | 398                                                          | 82                                                           | 61                                                           |
| 2017                                                         | 411                                                          | 67                                                           | 93                                                           |
| 2018                                                         | 385                                                          | 95                                                           | 54                                                           |
| 2019                                                         | 434                                                          | 68                                                           | 84                                                           |
| 2020                                                         | 230                                                          | 36                                                           | 40                                                           |
| 2021                                                         | -                                                            | -                                                            | -                                                            |
| 2022                                                         | 434                                                          | 133                                                          | 106                                                          |
| 2023                                                         | 405                                                          | 75                                                           | 78                                                           |
| 2024                                                         | 401                                                          | 76                                                           | 59                                                           |